# So laang we’s du do bast
So laang we’s du do bast – utwór luksemburskiego piosenkarza Camillo Felgena napisany przez Henriego Mootsa i Jeana Roderèsa w 1960 roku.
W 1960 roku utwór reprezentował Luksemburg w 5. Konkursie Piosenki Eurowizji organizowanym w Londynie. Była to pierwsza eurowizyjna propozycja śpiewana w języku luksemburskim. 29 marca został wykonany przez piosenkarza jako trzeci w kolejności i zajął ostatecznie ostatnie, trzynaste miejsce z jednym punktem na koncie (od jurorów z Włoch). Dyrygentem orkiestry podczas występu był Eric Robinson.
Piosenka nigdy nie została nagrana w wersji studyjnej. W 2000 roku piosenkarz nagrał w studiu niemieckojęzyczną wersję singla o tytule „Solange du da bist”.